# Lista över fornlämningar i Eskilstuna kommun (Näshulta)
Lista över fornlämningar i Eskilstuna kommun (Näshulta) är en förteckning av ett urval av de fornlämningar som finns i Näshulta i Eskilstuna kommun.
| Namn                           | Lämningstyp                      | Tillkomsttid | Historisk indelning    | Plats | Läge                 | ID-nr          | Bild                                 |
| ------------------------------ | -------------------------------- | ------------ | ---------------------- | ----- | -------------------- | -------------- | ------------------------------------ |
| Näshulta 4:1                   | Hög                              |              | Näshulta, Södermanland |       | 59.227285, 16.345547 | 10035800040001 | Ladda upp en bild av detta fornminne |
| Näshulta 5:1                   | Gravfält                         |              | Näshulta, Södermanland |       | 59.225021, 16.337284 | 10035800050001 | Ladda upp en bild av detta fornminne |
| Näshulta 5:2                   | Husgrund, förhistorisk/medeltida |              | Näshulta, Södermanland |       | 59.225007, 16.336901 | 10035800050002 | Ladda upp en bild av detta fornminne |
| Näshulta 7:1                   | Gravfält                         |              | Näshulta, Södermanland |       | 59.225735, 16.334683 | 10035800070001 | Ladda upp en bild av detta fornminne |
| Näshulta 10:1                  | Gravfält                         |              | Näshulta, Södermanland |       | 59.231291, 16.352375 | 10035800100001 | Ladda upp en bild av detta fornminne |
| Näshulta 14:1                  | Stensättning                     |              | Näshulta, Södermanland |       | 59.236486, 16.364664 | 10035800140001 | Ladda upp en bild av detta fornminne |
| Näshulta 15:2                  | Stensättning                     |              | Näshulta, Södermanland |       | 59.237756, 16.366560 | 10035800150002 | Ladda upp en bild av detta fornminne |
| Näshulta 17:1                  | Gravfält                         |              | Näshulta, Södermanland |       | 59.235601, 16.383583 | 10035800170001 | Ladda upp en bild av detta fornminne |
| Näshulta 22:1                  | Stensättning                     |              | Näshulta, Södermanland |       | 59.233711, 16.263213 | 10035800220001 | Ladda upp en bild av detta fornminne |
| Näshulta 22:2                  | Stensättning                     |              | Näshulta, Södermanland |       | 59.233761, 16.263424 | 10035800220002 | Ladda upp en bild av detta fornminne |
| Näshulta 23:1                  | Stensättning                     |              | Näshulta, Södermanland |       | 59.233361, 16.329505 | 10035800230001 | Ladda upp en bild av detta fornminne |
| Näshulta 23:2                  | Stensättning                     |              | Näshulta, Södermanland |       | 59.233497, 16.329522 | 10035800230002 | Ladda upp en bild av detta fornminne |
| Näshulta 23:3                  | Hög                              |              | Näshulta, Södermanland |       | 59.233648, 16.329599 | 10035800230003 | Ladda upp en bild av detta fornminne |
| Fagernäsborgen (Näshulta 25:1) | Fornborg                         |              | Näshulta, Södermanland |       | 59.209952, 16.329272 | 10035800250001 | Ladda upp en bild av detta fornminne |
| Näshulta 26:1                  | Röse                             |              | Näshulta, Södermanland |       | 59.181685, 16.262979 | 10035800260001 | Ladda upp en bild av detta fornminne |
| Näshulta 26:2                  | Stensättning                     |              | Näshulta, Södermanland |       | 59.181594, 16.263151 | 10035800260002 | Ladda upp en bild av detta fornminne |
| Näshulta 26:3                  | Stensättning                     |              | Näshulta, Södermanland |       | 59.181688, 16.263768 | 10035800260003 | Ladda upp en bild av detta fornminne |
| Näshulta 26:4                  | Stensättning                     |              | Näshulta, Södermanland |       | 59.181813, 16.263807 | 10035800260004 | Ladda upp en bild av detta fornminne |
| Näshulta 26:5                  | Stensättning                     |              | Näshulta, Södermanland |       | 59.181684, 16.264277 | 10035800260005 | Ladda upp en bild av detta fornminne |
| Näshulta 26:6                  | Stensättning                     |              | Näshulta, Södermanland |       | 59.181450, 16.264269 | 10035800260006 | Ladda upp en bild av detta fornminne |
| Näshulta 27:1                  | Stensättning                     |              | Näshulta, Södermanland |       | 59.182605, 16.263778 | 10035800270001 | Ladda upp en bild av detta fornminne |
| Näshulta 27:2                  | Stensättning                     |              | Näshulta, Södermanland |       | 59.182589, 16.263567 | 10035800270002 | Ladda upp en bild av detta fornminne |
| Näshulta 27:3                  | Stensättning                     |              | Näshulta, Södermanland |       | 59.182464, 16.263388 | 10035800270003 | Ladda upp en bild av detta fornminne |
| Näshulta 29:1                  | Stensättning                     |              | Näshulta, Södermanland |       | 59.185178, 16.274855 | 10035800290001 | Ladda upp en bild av detta fornminne |
| Näshulta 30:1                  | Stensättning                     |              | Näshulta, Södermanland |       | 59.184713, 16.274578 | 10035800300001 | Ladda upp en bild av detta fornminne |
| Näshulta 30:2                  | Stensättning                     |              | Näshulta, Södermanland |       | 59.184639, 16.274803 | 10035800300002 | Ladda upp en bild av detta fornminne |
| Näshulta 31:1                  | Stensättning                     |              | Näshulta, Södermanland |       | 59.183042, 16.269896 | 10035800310001 | Ladda upp en bild av detta fornminne |
| Näshulta 33:1                  | Stensättning                     |              | Näshulta, Södermanland |       | 59.183207, 16.267252 | 10035800330001 | Ladda upp en bild av detta fornminne |
| Näshulta 33:2                  | Stensättning                     |              | Näshulta, Södermanland |       | 59.183142, 16.267496 | 10035800330002 | Ladda upp en bild av detta fornminne |
| Näshulta 33:3                  | Stensättning                     |              | Näshulta, Södermanland |       | 59.183302, 16.267764 | 10035800330003 | Ladda upp en bild av detta fornminne |
| Näshulta 34:1                  | Stensättning                     |              | Näshulta, Södermanland |       | 59.184299, 16.271285 | 10035800340001 | Ladda upp en bild av detta fornminne |
| Näshulta 35:1                  | Stensättning                     |              | Näshulta, Södermanland |       | 59.183324, 16.278446 | 10035800350001 | Ladda upp en bild av detta fornminne |
| Näshulta 37:1                  | Husgrund, förhistorisk/medeltida |              | Näshulta, Södermanland |       | 59.199031, 16.309511 | 10035800370001 | Ladda upp en bild av detta fornminne |
| Näshulta 40:1                  | Kyrka/kapell                     |              | Näshulta, Södermanland |       | 59.187622, 16.287585 | 10035800400001 | Ladda upp en bild av detta fornminne |
| Näshulta 43:1                  | Stensättning                     |              | Näshulta, Södermanland |       | 59.227885, 16.345757 | 10035800430001 | Ladda upp en bild av detta fornminne |
| Näshulta 43:2                  | Stensättning                     |              | Näshulta, Södermanland |       | 59.227758, 16.345946 | 10035800430002 | Ladda upp en bild av detta fornminne |
| Näshulta 50:1                  | Stensättning                     |              | Näshulta, Södermanland |       | 59.183667, 16.271511 | 10035800500001 | Ladda upp en bild av detta fornminne |
| Näshulta 51:1                  | Stensättning                     |              | Näshulta, Södermanland |       | 59.184811, 16.267932 | 10035800510001 | Ladda upp en bild av detta fornminne |
| Näshulta 61:1                  | Stensättning                     |              | Näshulta, Södermanland |       | 59.176849, 16.290716 | 10035800610001 | Ladda upp en bild av detta fornminne |
| Näshulta 62:1                  | Stensättning                     |              | Näshulta, Södermanland |       | 59.178193, 16.300088 | 10035800620001 | Ladda upp en bild av detta fornminne |
| Näshulta 63:1                  | Stensättning                     |              | Näshulta, Södermanland |       | 59.239963, 16.391660 | 10035800630001 | Ladda upp en bild av detta fornminne |
| Näshulta 64:1                  | Gravfält                         |              | Näshulta, Södermanland |       | 59.235761, 16.380956 | 10035800640001 | Ladda upp en bild av detta fornminne |
| Näshulta 66:1                  | Stensättning                     |              | Näshulta, Södermanland |       | 59.231656, 16.343600 | 10035800660001 | Ladda upp en bild av detta fornminne |
| Näshulta 71:1                  | Stensättning                     |              | Näshulta, Södermanland |       | 59.222902, 16.328723 | 10035800710001 | Ladda upp en bild av detta fornminne |
| Näshulta 71:2                  | Stensättning                     |              | Näshulta, Södermanland |       | 59.223016, 16.328578 | 10035800710002 | Ladda upp en bild av detta fornminne |
| Näshulta 73:1                  | Gravfält                         |              | Näshulta, Södermanland |       | 59.226130, 16.326126 | 10035800730001 | Ladda upp en bild av detta fornminne |
| Näshulta 74:1                  | Stensättning                     |              | Näshulta, Södermanland |       | 59.245228, 16.278675 | 10035800740001 | Ladda upp en bild av detta fornminne |